# Stranger in a Strange Land (песня Барбры Стрейзанд)
«Stranger in a Strange Land» (с англ. — «Незнакомец в незнакомой стране») — песня, записанная американской певицей Барброй Стрейзанд для её тридцать первого студийного альбома Guilty Pleasures. Она была выпущена в качестве лид-сингла с альбома 16 августа 2005 года. Сингл был выпущен в цифровом и CD-формате, а также DVD, где был представлен официальный видеоклип.
Трек был написан Эшли Гиббом, Барри Гиббом и  Стивеном Гиббом, продюсерами стали Барри Гибб и Джон Мерчант. Песня написана в жанре поп-музыки и повествует о людях, которые потеряли своих близких на войне. В эксклюзивном видеоклипе на песню Барбра исполняет песню в студии, также во время этого показываются кадры войны в Ираке.
Песня получила положительные отзывы критиков, они хвалили как продюсерскую работу Барри Гибба, так и чувственное исполнение Барбры Стрейзанд. Песня не смогла войти в американский чарт Billboard Hot 100, однако достигла 39-го места в чарте Adult Contemporary. В Великобритании песня достигла только 111 места, а в Шотландии поднялась до 66 строчки.

## Чарты
| Чарт (2005)                        | Пиковая позиция |
| ---------------------------------- | --------------- |
| Шотландия (OCC Scotland)           | 66              |
| Великобритания (UK Singles)        | 111             |
| США (Billboard Adult Contemporary) | 39              |